# Cethosia narmadoides
Cethosia narmadoides är en fjärilsart som beskrevs av Nicéville 1898. Cethosia narmadoides ingår i släktet Cethosia och familjen praktfjärilar. Inga underarter finns listade i Catalogue of Life.